# Trioplus cylindricus
Trioplus cylindricus är en skalbaggsart som beskrevs av Mannerheim 1829. Trioplus cylindricus ingår i släktet Trioplus och familjen Dynastidae. Inga underarter finns listade i Catalogue of Life.